# Columnea ochroleuca
Columnea ochroleuca är en tvåhjärtbladig växtart som först beskrevs av Johann Friedrich Klotzsch och Oerst., och fick sitt nu gällande namn av Johannes von Hanstein. Columnea ochroleuca ingår i släktet Columnea och familjen Gesneriaceae. Inga underarter finns listade i Catalogue of Life.